# Vacina adsorvida contra a difteria, o tétano e a tosse convulsa
A vacina adsorvida contra a difteria, o tétano e a tosse convulsa (DTPa) é uma vacina de uso humano preparada a partir da anatoxina diftérica e da anatoxina tetânica adsorvida num suporte mineral, onde é incluida a forma inativada de Bordetella pertussis.
Para produção de anatoxinas, utiliza-se o formaldeído sobre as toxinas produzidas por Corynebacterium diphtheriae e do Clostridium tetani.
Esta vacina, só pode ser administrada até os 6 anos de idade, pela via intramuscular.